# Nußbach (Austria)
Nußbach è un comune austriaco di 2 250 abitanti nel distretto di Kirchdorf an der Krems, in Alta Austria.